# Ваврохи
Ваврохи (пол. Wawrochy, нім. Wawrochen; 1938-45: Deutschheide) — село в Польщі, у гміні Щитно Щиценського повіту Вармінсько-Мазурського воєводства.
Населення — 396 осіб (2011).

## Демографія
Демографічна структура станом на 31 березня 2011 року:
|          | Загалом | Допрацездатний вік | Працездатний вік | Постпрацездатний вік |
| -------- | ------- | ------------------ | ---------------- | -------------------- |
| Чоловіки | 209     | 70                 | 129              | 10                   |
| Жінки    | 187     | 46                 | 117              | 24                   |
| Разом    | 396     | 116                | 246              | 34                   |